# Стрельна (приток Берди)
Стрельна (в верховье Большая Стрельна) — река в Новосибирской области России. Устье реки находится в 187 км по левому берегу реки Бердь. Длина реки составляет 12 км. Приток — Малая Стрельна.

## Данные водного реестра
По данным государственного водного реестра России относится к Верхнеобскому бассейновому округу, водохозяйственный участок реки — Обь от города Барнаул до Новосибирского гидроузла, без реки Чумыш, речной подбассейн реки — бассейны притоков (Верхней) Оби до впадения Томи. Речной бассейн реки — (Верхняя) Обь до впадения Иртыша.